# Canalicephalus robustus
Canalicephalus robustus är en stekelart som beskrevs av Van Achterberg 2002. Canalicephalus robustus ingår i släktet Canalicephalus och familjen bracksteklar. Inga underarter finns listade.